# Caryville (Tennessee)
Caryville ist eine Kleinstadt (mit dem Status „Town“) im Campbell County im US-amerikanischen Bundesstaat Tennessee. Das U.S. Census Bureau hat bei der Volkszählung 2020 eine Einwohnerzahl von 2.212 ermittelt.
Caryville ist Bestandteil der Knoxville Metropolitan Statistical Area, der Metropolregion um die Stadt Knoxville.

## Geografie
Caryville liegt im Nordosten Tennessees am südwestlichen Rand der Cumberland Mountains, einem Teil der Appalachen. Die Stadt liegt am Cove Creek, der über den Cove Lake, den Clinch River, den Tennessee River und den Ohio zum Stromgebiet des Mississippi gehört. Die Grenze Tennessees zu Kentucky verläuft rund 40 km nördlich.
Die geografischen Koordinaten von Caryville sind 36°17′56″ nördlicher Breite und 84°13′24″ westlicher Länge. Das Stadtgebiet erstreckt sich über eine Fläche von 14,1 km², die sich auf 13,4 km² Land- und 0,7 km² Wasserfläche verteilen.
Benachbarte Ortschaften von Caryville sind Jacksboro (an der nordöstlichen Stadtgrenze), La Follette (14,1 km nordöstlich), Rocky Top (11,8 km südsüdöstlich) und Pioneer (18,8 km nordnordwestlich).
Das Stadtzentrum von Knoxville liegt 50,3 km südöstlich. Die nächstgelegenen weiteren Großstädte sind Charlotte in North Carolina (415 km ostsüdöstlich), Georgias Hauptstadt Atlanta (356 km südlich), Chattanooga (192 km südwestlich), Tennessees Hauptstadt Nashville (288 km westlich), Louisville in Kentucky (334 nordnordwestlich) und Lexington in Kentucky (228 km nördlich).

## Verkehr
Der Interstate Highway 75 verläuft in Nord-Süd-Richtung durch das Stadtgebiet von Caryville. Der U.S. Highway 25 W und die Tennessee State Routes 9 und 63 treffen im Zentrum von Caryville zusammen. Alle weiteren Straßen sind untergeordnete Landstraßen, teils unbefestigte Fahrwege sowie innerörtliche Verbindungsstraßen.
Im Stadtgebiet von Caryville treffen zwei Eisenbahnlinien für den Frachtverkehr der CSX Transportation und der Norfolk Southern Railway (NS) zusammen.
Mit dem Campbell County Airport befindet sich 12 km nordöstlich vom Stadtzentrum von Caryville ein kleiner Flugplatz für die Allgemeine Luftfahrt. Der nächste Verkehrsflughafen ist der 71 km südsüdöstlich gelegene McGhee Tyson Airport in Alcoa, südlich von Knoxville.

## Bevölkerung
Nach der Volkszählung im Jahr 2010 lebten in Caryville 2297 Menschen in 908 Haushalten. Die Bevölkerungsdichte betrug 171,4 Einwohner pro Quadratkilometer. In den 908 Haushalten lebten statistisch je 2,51 Personen.
Ethnisch betrachtet setzte sich die Bevölkerung zusammen aus 97,7 Prozent Weißen, 0,3 Prozent amerikanischen Ureinwohnern, 0,3 Prozent Asiaten sowie 0,8 Prozent aus anderen ethnischen Gruppen; 0,8 Prozent stammten von zwei oder mehr Ethnien ab. Unabhängig von der ethnischen Zugehörigkeit waren 1,8 Prozent der Bevölkerung spanischer oder lateinamerikanischer Abstammung.
24,7 Prozent der Bevölkerung waren unter 18 Jahre alt, 58,1 Prozent waren zwischen 18 und 64 und 17,2 Prozent waren 65 Jahre oder älter. 50,9 Prozent der Bevölkerung waren weiblich.
Das mittlere jährliche Einkommen eines Haushalts lag bei 32.364 USD. Das Pro-Kopf-Einkommen betrug 19.713 USD. 15,7 Prozent der Einwohner lebten unterhalb der Armutsgrenze.